# Augustin Košař
Augustin Košař (* 10. srpna 1955 v Gottwaldově) je bývalý československý fotbalový záložník.

## Fotbalová kariéra
Zlínský rodák a odchovanec posílil zbrojováckou zálohu po mistrovské sezoně. V roce 1979/80 téměř ukončil jeho kariéru likvidační zákrok slávistického Petera Herdy, který mu nadvakrát zlomil nohu. Po roční pauze se ještě pokusil o návrat do vrcholového fotbalu, ale do bývalé formy se už nedostal. V roce 1982 odešel do divizních Slušovic. Asi nejlepší utkání kariéry sehrál na hřišti Dózsy Újpest v Poháru mistrů evropských zemí, v němž připravil Kroupovi gól na konečných 2:0.

V československé lize hrál za Zbrojovku Brno, nastoupil za ni v 25 prvoligových utkáních, jednou skóroval. V evropských pohárech si za Zbrojovku Brno připsal 4 starty v PMEZ 1978/79.

## Ligová bilance
| Ročník                                   | Zápasy | Góly | Klub           |
| ---------------------------------------- | ------ | ---- | -------------- |
| Česká národní fotbalová liga 1977/78     | -      | -    | TJ Gottwaldov  |
| 1. československá fotbalová liga 1978/79 | 13     | 0    | Zbrojovka Brno |
| 1. československá fotbalová liga 1979/80 | 1      | 0    | Zbrojovka Brno |
| 1. československá fotbalová liga 1980/81 | 11     | 1    | Zbrojovka Brno |
| CELKEM 1. liga                           | 25     | 1    |                |